# Юстин (консул 540 року)
Флавій Маріан Петро Феодор Валентин Рустіцій Вораід Герман Юстин (бл. 522 — 566) — державний та військовий діяч Візантійської імперії.

## Життєпис
Походив з династії Юстиніна. Старший син Германа, magister militum, та Пассари. Народився близько 525 року в Константинополі. Завдяки належності до правлячої династії здійснив швидку кар'єру. Отримав титул vir illustris (ясновельможний пане) та почесну посаду коміта доместіків (comes domesticorum).
У 540 році призначається ординарним консулом (разом Флавієм Децієм Павлином Юніором). Того ж року супроводжував батька в поході проти Персії. У 549 році він сприяв викриттю змови з метою повалення імператора Юстиніана I вірменським командувачем Артабаном й його спільниками. Змовники мали намір вбити імператора і військовика Велізарія. посадивши на трон Германа. Дізнавшись про їх наміри Юстин повідомив про них свого батька, який передав ці відомості Марцеллу, доместіку (командиру) екскувітів, що призвело до арешти змовників.
У 550 році спільно зі своїм молодшим братом Юстиніаном брав участь у військовому поході під орудою батька проти Королівства остготів, але Герман раптово помер восени того року, коли візантійське військо ще перебувало на Балканському півострові. Після цього Юстиніан і шварг Іоанн на чолі армії рушили до Салони, де євнух Нарсес прийняв командування наприкінці 551 року. В ній також був присутній Юстін, але посада його невідома.
На початку 552 року на посаді magister militum per Illyricum (військового командувача Ілліриком) Юстин разом з братом очолив військо, яке повинно було захищати область Іллірик від вторгнення слов'янських племен. Того ж року Юстин з Юстиніаном спільно з Амалафридом, королем тюрінгів, та Суарта, королем герулів, рушили на допомогу племені лангобардів, що воювали з гепідами в Паннонії, на яку претендувала імперія. Але затрималися через повстання в місті Ульпіана (Мезія).
У 554—556 роках на посаді заступника magister militum per Armeniam (командувача військами в Вірменії) Мартина брав участь на заключному етапі війни за Лазіку з Персією. 554 року зазнав поразки від супротивника при Читрополії. Того У 555 році не підтримав вбивства Губаза II, царя Лазіку, яке здійснено було за наказом Мартина. У 556 році Юстин успішно діяв проти персів, відбивши напади на міста Фасіс та Несос. Потім зумів захопити місто Родополіс. Зрештою відновив візантійську владу над усією Лазікою. Того ж року було укладено перемир'я, яке було підтверджено мирною угодою 562 року. 557 року Мартина було звинувачено у вбивстві лазікського царя, тому позбавлено посади. Новим magister militum per Armeniam було призначено Юстина.
У 558 році прийняв перше посольство аварів, що прибуло до Фракії, супроводив його в Константинополь. Аварські вожді зажадали права поселитися в межах імперії в провінція Мала Скіфія. 561 року Юстин отримав військову квестуру на Балканах (йому підпорядковувалися усі війська Фракії та Македонії). Того ж року зіграв ключову роль, попередивши імператора про аварське вторгнення. Внаслідок цього, посольство аварів в Константинополі було затримано до тих пір, поки придунайські оборонні споруди (Limes Moesiae) не були приведені в повну готовність. Тепер, коли Юстин утримував позиції на Дунаї, авари вдовольнилися щорічної даниною Візантії і залишили межі Візантійської імперії. На охороні дунайського кордону (на посаді quaestor iustinianus exercitus) Юстин залишався до 565 року.
У 565 році після смерті імператора Юстиніана I Юстин був основним претендентом на трон разом зі своїм стриєчним братом куропалатом Юстином. Проте саме останній на той час перебував в Константинополі і за підтримки сенату його було поспішно обрано на трон. Новий імператор після цього викликав Юстина до столиці, де спочатку призначив його magister militum per Illyricum (військовим командувачем Іллірику), але згодом звинуватив у змові та наказав арештувати.
Незабаром оголосив Юстину про призначення августалієм Єгипту (фактично це було заслання, оскільки до першочергових обов'язків августалія входило віправлення хліба до столиці). Там він був убитий уві сні за намовою імператриці Елії Софії, згідно з повідомленням вестготського літописця Іоанна Бікларійського. Голову Юстіна було відправлено до столиці.